# Văn Ngọc Tú
Văn Ngọc Tú (sinh ngày 11 tháng 8 năm 1987) hay còn gọi tên thân mật là Tú dừa và được báo giới đặt tên là Nữ hoàng Nhu Đạo của Việt Nam hay Nữ hoàng Nhu Đạo của Đông Nam Á là một võ sĩ thi đấu môn Judo người Việt Nam, Văn Ngọc Tú tham gia vào đội tuyển Judo quốc gia Việt Nam, thi đấu xuất sắc, dành nhiều thành tích cho Việt Nam ở môn võ này trên đấu trường khu vực và quốc tế. Cùng với Cao Ngọc Phương Trinh, Văn Ngọc Tú chính là nữ võ sỹ giàu thành tích bậc nhất của judo Việt Nam trong giai đoạn gần đây và là tượng đài của Judo Việt Nam.

## Tiểu sử và sự nghiệp
Sinh tại thị xã Sóc Trăng trong một gia đình võ thuật khi cả ba chị em đều là võ sĩ Judo. Biệt danh Tú dừa" của cô vì trước đây luôn búi tóc rất cao giống như "trái dừa" mỗi lần bước lên thảm đấu. Năm 1999, cô bắt đầu tham gia tập luyện những đòn thế cơ bản Judo đầu tiên và vài tháng sau đó, Ngọc Tú đã được triệu tập vào đội tuyển tỉnh Judo Sóc Trăng với sự huấn luyện của ông Lê Quốc Thám (nguyên Huấn luyện viên đội tuyển Judo Việt Nam tại SEA Games 23). Năm 2002, Văn Ngọc Tú giành được 4 huy chương vàng trong năm tại các giải Đồng bằng sông Cửu Long, giải trẻ toàn quốc, Cúp các câu lạc bộ mạnh toàn quốc và Đại hội thể dục thể thao lần thứ 4. Tháng 2 năm 2003, Văn Ngọc Tú chính thức được khoác áo đội đội tuyển quốc gia, những chuyến tập huấn trong và ngoài nước (Trung Quốc, Nhật Bản) đã giúp Tú hoàn thiện khả năng kỹ, chiến thuật của mình hơn, đặc biệt là hai đòn sở trường Moroté (hốt chân) và uchimata (hốt cả hai chân đối phương) được tập luyện thật chu đáo, và đó chính là "tuyệt chiêu" giúp cô lên ngôi SEA Games 22 sau khi liên tục vượt qua nhiều đối thủ mạnh của khu vực bằng điểm Ippon.
Khi Việt Nam đăng cai ASIAN Indoor Games 3, Văn Ngọc Tú luyện tập thêm môn Kurash - môn vật truyền thống của người Uzbekistan (ra đời cách đây khoảng 3.500 năm, đây là môn võ có họ hàng với võ vật cổ truyền Thổ Nhĩ Kỳ và võ vật của người Tatar) và bất ngờ đăng quang ngôi vô địch sau khi vượt qua võ sĩ Uzbekistan, Đài Loan – Trung Quốc Ying Ying Yu và Petlada Nuinkaew (Thái Lan) ở vòng loại đến chung kết hạng 52 kg. SEA Games 25 tại Lào, Văn Ngọc Tú giành huy chương vàng chính thức đi vào lịch sử Judo Việt Nam với danh hiệu "võ sĩ giàu thành tích nhất" với 4 tấm Huy chương vàng liên tiếp từ SEA Games 22 đến SEA Games 25. Văn Ngọc Tú là người mang về tấm huy chương đầu tiên ở giải Trẻ châu Á 2005 và 2007. Ngoài ra cô còn giành được tấm huy chương đồng tại giải Vô địch châu Á 2011, Văn Ngọc Tú đi vào lịch sử Judo Việt Nam với thành tích này, Văn Ngọc Tú được cộng thêm 72 điểm vào bảng xếp hạng của Liên đoàn Judo quốc tế. Đạt tổng cộng 160 điểm, Ngọc Tú và dẫn đầu khu vực châu Á.